# ブエリング航空
ブエリング航空（ブエリングこうくう、Vueling Airlines）はバルセロナを拠点とするスペインの格安航空会社で、2004年設立。

## 概要
スペイン国内資本としてははじめての格安航空会社である。現在のところスペイン国内線の他、オランダ・イタリア方面などの路線を持っている。また、ローマ・レオナルド・ダ・ヴィンチ国際空港も準ハブとしており、同空港からはスペイン方面のみならず欧州各空港への路線も充実している。
この航空会社の特徴は、これまで格安航空会社が料金を下げるために多くとっていた「発着料金が安く混雑しにくい、郊外のアクセスが不便な空港」を発着するスタイルではなく、大手航空会社が使うような中心に近い空港(たとえばパリのオルリー空港・アムステルダムのアムステルダム・スキポール空港など)を使用することにある。
マイレージプログラムとして「プント」を運営していて、イベリア航空傘下となったためイベリア航空の「イベリア・プラス」でもマイル加算は可能。
このブエリングの誕生により、危機感を抱いたスペインのフラッグキャリアであるイベリア航空は、同社のバルセロナ発着路線の多く(そのほとんどはブエリングと同じ路線)を子会社の格安航空会社、クリックエアーとして運航していたが、ブエリングは2009年7月9日にそのクリックエアーと合併、イベリア航空の関連会社となった(ただし、イベリア航空が加盟しているワンワールドのサービスは受けられない)。
2011年にイベリア航空がブリティッシュ・エアウェイズと統合され共同持株会社インターナショナル・エアラインズ・グループが設立され、2012年にIAGはイベリア航空が保有する45.85％を除き、54.15％を市場で買い付けの計画を発表したものの、買い付け価格が低いことを理由に、株主が拒否。2013年に買い付け価格を上げ、拒否していた残り82.48％の株主とも合意、IAGはイベリア航空保有分を含め90.51％のブエリング株を保有し、IAGグループ傘下となった。

## 保有機材
| 機種             | 保有数 | 発注数 | 乗客定員 | 備考 |
| ---------------- | ------ | ------ | -------- | ---- |
| エアバスA319-100 | 6      | ー     | 144      |      |
| エアバスA320-200 | 108    | 11     | 180/186  |      |
| エアバスA320neo  | 25     | ー     | 186      |      |
| エアバスA321-200 | 18     | ー     | 220      |      |
| エアバスA321neo  | 4      | ー     | 236      |      |

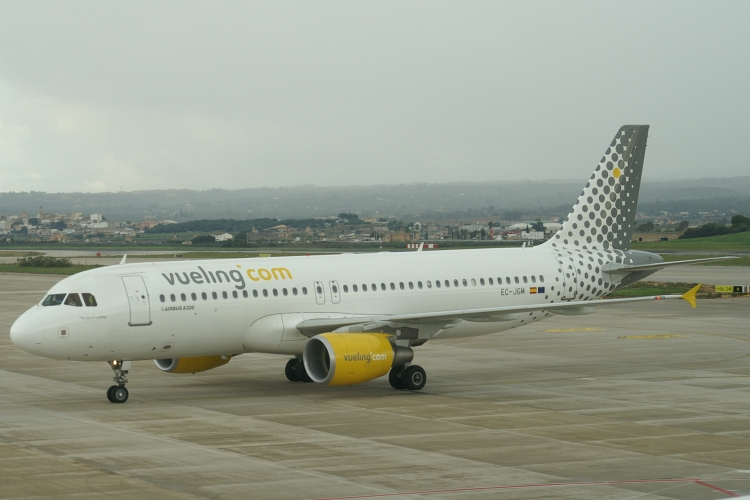
VuelingのエアバスA320

- 設立当初はA320のCFMエンジンを装備した型式のみ使用していたが、イベリア航空傘下になり、CFMエンジンの出力も違う型式も使用し、その後ブリティッシュ・エアウェイズとイベリア航空が統合され、インターナショナル・エアラインズ・グループ(IAG)傘下の会社になることによってブリティッシュ・エアウェイズで装備運用されているIAEエンジンを装備した型式も使用し、更にシャークレット装備の機体や座席を高需要路線用に増加させた機体を導入し[5]、将来的には更に燃費を改善したA320neo型も発注していて[6]、同一機種、同一エンジンを採用して安全以外の運用コストを低く抑えたい格安航空会社としては珍しく型式の違うA320型機のほとんどの型式を運用する会社となる予定である[7]。
- A320型機に関しては中古のリース機も積極的に導入していて、日本のスターフライヤーで使用していたJA01MC（A320-214/製造番号:2620）がEC-LZZ[8]で、ジェットスタージャパンで運用予定で保管中だったJA19JJ（A320-232/製造番号:5877）がEC-LZM[9]で引き渡され運用されている。

- 2009年から2011年にかけてMTVと提携して、A320二機がMTV塗装で運航された[10][11]。

## 主要就航先
※路線の休止、再開の頻度が多いためオフィシャルホームページや英語版で要確認。
2025年2月現在、国際線26カ国128路線、スペイン国内線76路線、他国間(以遠権路線)25路線の計229路線に就航
スペイン: マドリッド、バルセロナ、イビサ、ビルバオ、サンティアゴ・デ・コンポステーラ、バレンシア、アリカンテ、セビリア、グラナダ、ヘレス、マラガ、メノルカ
- フランス: パリ、ニース
- イタリア: ローマ、フィレンツェ、ミラノ、ヴェネツィア、ボローニャ、ピサ、ナポリ、パレルモ
- ベルギー: ブリュッセル
- オランダ: アムステルダム
- ギリシア: アテネ
- ポルトガル: リスボン、ポルト
- クロアチア:ザグレブ
- ポーランド:クラクフ
- ガーナ:アクラ
- チュニジア:チュニス

## コードシェア
- エアリンガス
- ブリティッシュエアウェイズ
- イベリア航空
- フライレベルSL
- LATAMブラジル[12]
- カタール航空

## 事故
- 2009年8月5日、パリ・オルリー空港からスペインのアリカンテに向かう便（エアバスA320）が、オルリー空港の誘導路を走行中、右エンジンから出火、緊急脱出の際に8人が負傷をした[13]。